# Giuseppe Antoci

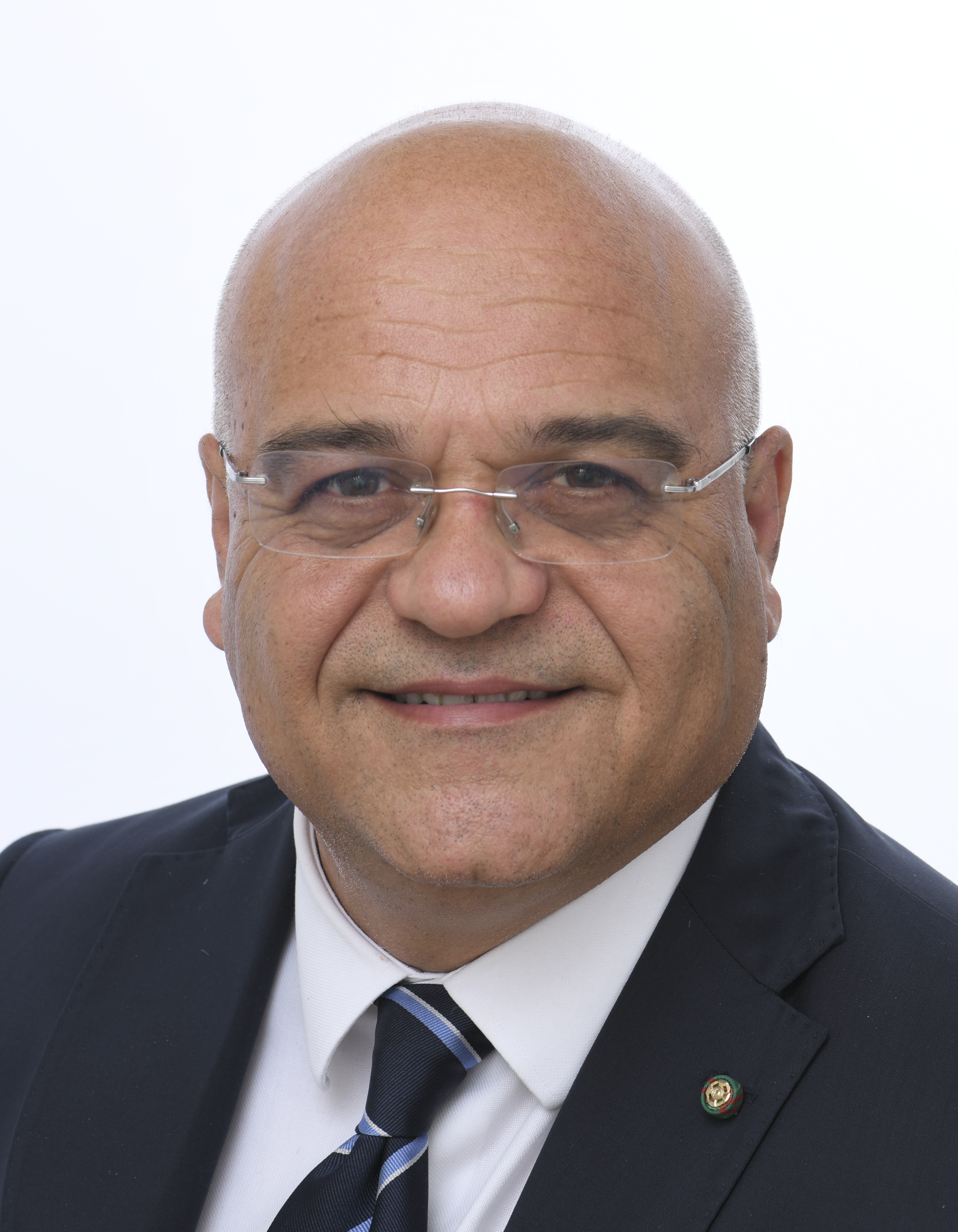
Giuseppe Antoci (2024)

Giuseppe Antoci (* 11. Januar 1968 in Santo Stefano di Camastra) ist ein italienischer Politiker der Movimente 5 Stelle. Seit 2024 ist er Mitglied des Europäischen Parlaments.

## Leben
Antoci arbeitete von 2013 bis 2018 als Präsident des Parco dei Nebrodi. Als solcher wurde er einer der größten Feinde der sizilianischen Mafia, da er sich weigerte, Gelder zu hinterziehen. Im Mai 2016 überlebte Antoci nur knapp einen bewaffneten Angriff, dem ersten der Mafia seit dem Attentat auf Giovanni Falcone im Jahre 1992. Seitdem stehen Antoci und seine Familie unter konstantem Polizeischutz.
Seit seinem Einzug ins Europäische Parlament bei der Europawahl 2024 ist Antoci Mitglied der Fraktion Die Linke im Europäischen Parlament – GUE/NGL und im Ausschuss für bürgerliche Freiheiten, Justiz und Inneres sowie stellvertretendes Mitglied im Ausschuss für regionale Entwicklung und im Ausschuss für Landwirtschaft und ländliche Entwicklung. Er ist zudem Mitglied der Delegation für die Beziehungen zu Israel und der Delegation in der Parlamentarischen Versammlung der Union für den Mittelmeerraum sowie stellvertretendes Mitglied der Delegation für die Beziehungen zu den Vereinigten Staaten.

## Politische Positionen
Antoci möchte sich auch in seiner politischen Arbeit gegen das organisierte Verbrechen einsetzen. Daher fordert er die Wiedereinrichtung des Crim-Ausschusses des Europäischen Parlaments.

## Ehrungen
Der italienische Staatspräsident Sergio Mattarella zeichnete Antoci am 2. Februar 2017 mit dem Titel Verdienstoffizier der Italienischen Republik aus. Der damalige Handelskommissar Phil Hogan würdigte Antocis Engagement als „beredtes Beispiel“.